# 弗朗茨·卡夫卡
弗朗茨·卡夫卡（1883年7月3日—1924年6月3日），出生于奥匈帝国的德语小说家和短篇故事作家，被评论家们誉为20世纪最具影响力的作家之一。
卡夫卡的代表作品《变形记》、《審判》和《城堡》有着鲜明的主题，并以現實生活中人的异化与隔阂、心灵上的凶残无情、亲子间的冲突、迷宫一般的官僚机构为原型。以及有着对人物角色恐怖的追求和使角色发生奇异般的转换在小说中都有所表现。
卡夫卡出生在布拉格的一个讲德语的中产阶级犹太人家庭。卡夫卡在世时，布拉格的大多数人口都说捷克语，并且当时说捷克语的捷克人和说德语的奥地利人之间的分歧日趋明显。两种族群都在加强自己国家的认同感。聚居在布拉格的犹太人则是介于两者之间。卡夫卡的捷克语和德语皆流利，但平日大多使用德语。
卡夫卡曾受过律师这门职业的培训，在他完成法学课程后受聘于一家保险公司工作。任职后的空余时间，卡夫卡开始写短篇故事。对于工作剩余的时间，卡夫卡经常会抱怨难有较充裕的业余时间从事写作，因为自己不得不将大量时间用于工作。他后悔对他的Brotberuf（“日常工作”，即“生计”）投入了过多的关注。
卡夫卡喜欢使用书信交流，他给自己的家人（包括他的父亲赫尔曼·卡夫卡（Hermann Kafka）和最小的妹妹奥蒂莉·“奥特拉”·卡夫卡（Ottilie "Ottla" Kafka）和亲密的女性朋友（包括他未婚妻菲利斯·鲍尔）写过上百封的信件。卡夫卡与他父亲的关系复杂且渐渐陷入了困境，这极大地影响了卡夫卡后来的文学创作。因为欧洲当时对犹太人的压迫排挤，卡夫卡时常曾抱怨自己身为一名犹太人。他对犹太人处境的低下、被动的埋怨与不满也对他作品的风格有影响，但卡夫卡自认为身为犹太人却对自己没有起多大的帮助。
仅有少部分卡夫卡的作品是在他生前出版的：故事集《沉思》（Betrachtung）、故事集《乡村醫生》（ Landarzt）和刊登在文学杂志上的单一故事作品（如：《变形记》）。卡夫卡曾计划印刷他的短篇故事合集《饥饿艺术家》（Hungerkünstler），但却在他死后才出版。卡夫卡未完成的作品，包括他的小说《審判》、《城堡》和《美国》（或译作《失蹤者》）都是在卡夫卡去世后，由他的挚友马克斯·布洛德帮忙出版的，但这违背了卡夫卡生前想要销毁掉自己手稿的意愿。
阿尔贝·加缪、加布列·賈西亞·馬奎斯和让-保罗·萨特三位大作家都受到卡夫卡作品的影响。英语中「Kafkaesque」（即卡夫卡式的）这一词来通常描述生活中像卡夫卡作品裏那样离奇的现象，但其真正的意思為當你進入一個超現實的世界，而你所有的支配模式、所有的計劃、編制自身行為的整套方法都開始分崩離析。你能做的就是用自身擁有的全部資源與其對抗。不過當然，你沒有任何機會成功。也就是說，你用盡你的全力、資源去嘗試做到某事，但是你最終只會有失敗一途。

## 生平

### 家庭

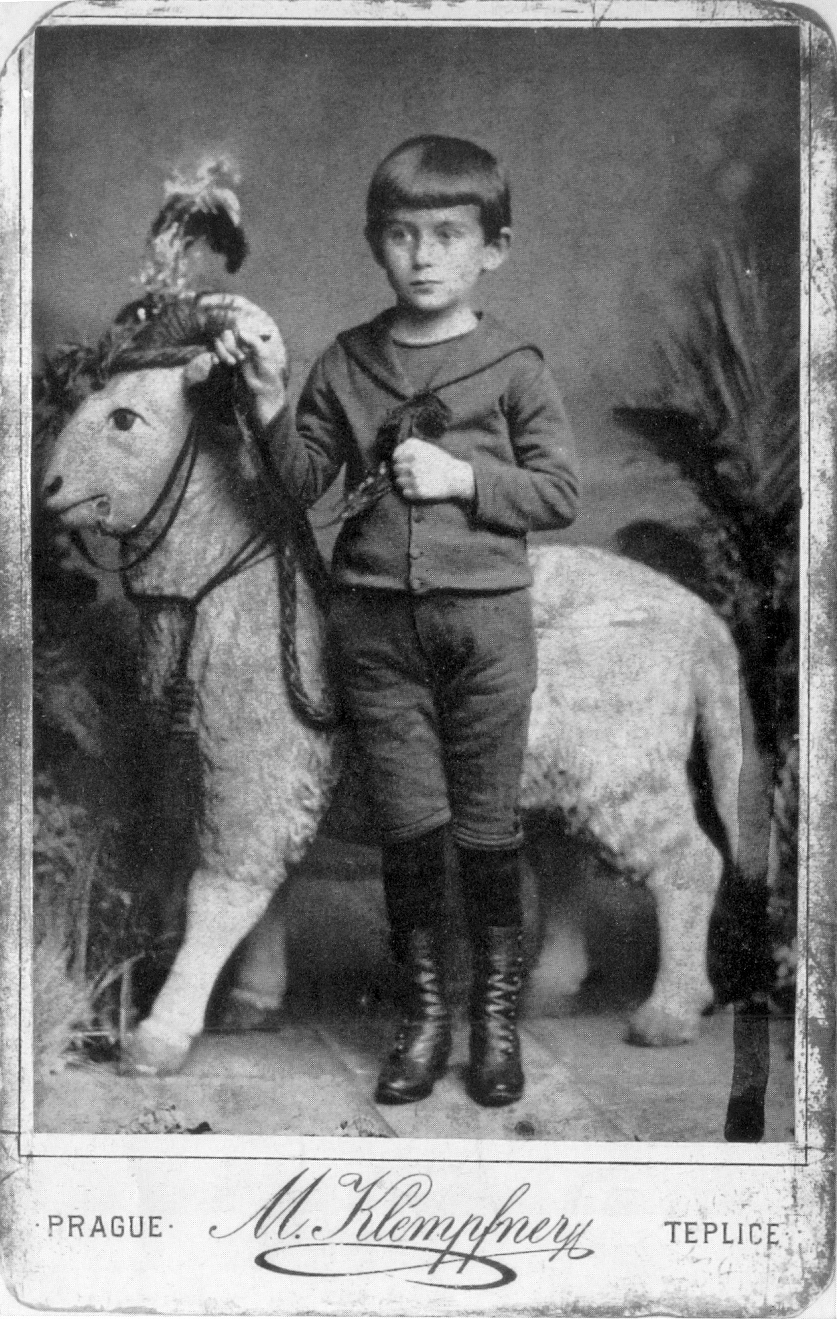
5歲照片

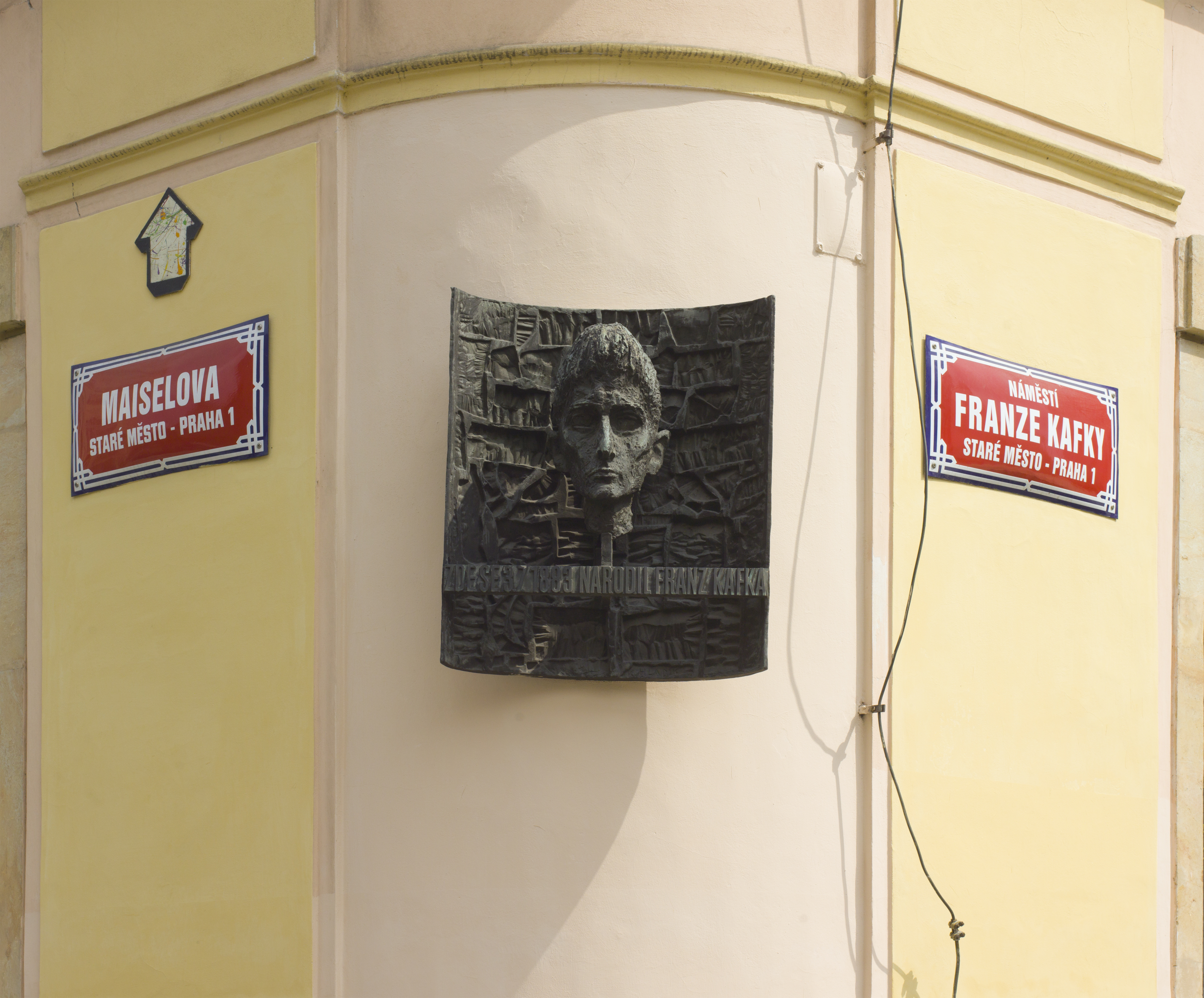
布拉格出生地标志。

卡夫卡出生于布拉格（之后属于奥匈帝国）老城广场圣尼古拉教堂附近的一個中产阶级阿什肯纳兹犹太人家庭，其父亲赫尔曼·卡夫卡（Hermann Kafka；1852–1931）是卡夫卡的祖父雅各布·卡夫卡（Jakob Kafka）的第四个孩子。其祖父居住在捷克南波希米亚州靠近斯特拉科尼采的名为奥塞克的村子里，村民以犹太人为主。卡夫卡的祖父是一位从事屠宰哺乳动物和鸟类的祭祀屠夫（希伯来语： שחיטה）。后来卡夫卡的父亲将家人移居到了布拉格。其父最早从事旅游业工作，是名旅游销售代理人，后来转行成为一名高档商品和衣物的销售商人，他一共雇佣了15人并以寒鸦（捷克语：kavka）为商标图案。卡夫卡的母亲名叫尤丽叶·勒维（Julie Löwy；1856–1934），勒维父亲是犹太酿造商人，母亲是在波杰布拉迪的一个富裕的零售商人，接受到的教育比丈夫高。
卡夫卡的家人说一种变种的德语，大概是受到了西意第绪语的影响。意第绪语主要是阿什肯纳兹犹太人在操用此语，并且被蔑称为“Mauscheldeutsch”（即：Moses German，摩西德语）。由于標準德語被认为是社会流动的媒介语言，所以鼓励自己的孩子说標準德語。赫尔曼和勒维一共有六个孩子，弗朗茨·卡夫卡是家中長子，弗朗茨的两个弟弟海因里希和格奥尔格在婴儿期就死亡，此时弗朗茨·卡夫卡已七岁。弗朗茨还有三个妹妹：埃莉（Ellie，1889–1944）、瓦莱丽（Valli，1890–1942）、奥塔尔（Ottla，1892–1943），她们都死在二战德国对犹太人大屠杀时期。瓦莱丽在1942年被驱逐到波兰的罗兹犹太区，并最终在那里死去。卡夫卡的父亲赫尔曼被传记作家斯坦利·科恩戈尔德描述为“身材魁梧，自私傲慢的一个商人。”卡夫卡在给父亲的信里是这么说的“你则是一个真正的卡夫卡，强壮、健康、食欲旺盛、声音洪亮、能说会道、自鸣得意、高人一等、坚韧沉着、有识人之明、相当慷慨，当然还有与这些优点相连的所有缺点与弱点，你的性情以及有时你的暴躁使你犯这些毛病。”在工作日时，卡夫卡的父母都不在家里，他的母亲从事家族的企业，每天工作长达12个小时，所以卡夫卡的童年在孤独和寂寞中度过。卡夫卡主要由他的家庭教师以及仆人们抚养长大。卡夫卡和他父亲糟糕的关系在他长达103页的《致父亲的信》中顯而易見。在信中卡夫卡抱怨了父亲的独裁和苛刻对自己影响极深；卡夫卡的母亲尤丽叶·勒维是个温文尔雅的人，这与他父亲形成鲜明对比。父亲在家的主宰地位对卡夫卡的作品有着重大影响。。
最早，卡夫卡一家和一名女仆人一起住在一栋狭小的公寓里。在1913年11月，卡夫卡一家搬到了一栋较大的公寓里，此时，卡夫卡的两位妹妹加布里埃尔和瓦莱丽已结婚并早已在家里搬家之前就搬了家，并有了孩子。1914年8月初，第一次世界大战初期，卡夫卡的两位妹夫在军队服役，未有音讯而不知所踪，她们就又回到了父母身边居住。卡夫卡在31岁时搬到了瓦莱丽曾经居住过的公寓里，相比之前的较为安静，这是他第一次独自居住。

### 教育
1889年至1893年间，卡夫卡就读位于曼斯纳街（Masná Street，曾经叫Masný trh/Fleischmarkt即肉市场）的一德意志男子小学（Deutsche Knabenschule）。在卡夫卡13岁时，进行了犹太成人礼，之后卡夫卡便没接受犹太传统教育了。卡夫卡从未喜欢过到犹太人的教会堂参加聚会，他每次到这里来是和父亲一起在每年的四个敬畏之日（Days of Awe，ימים נוראים）。

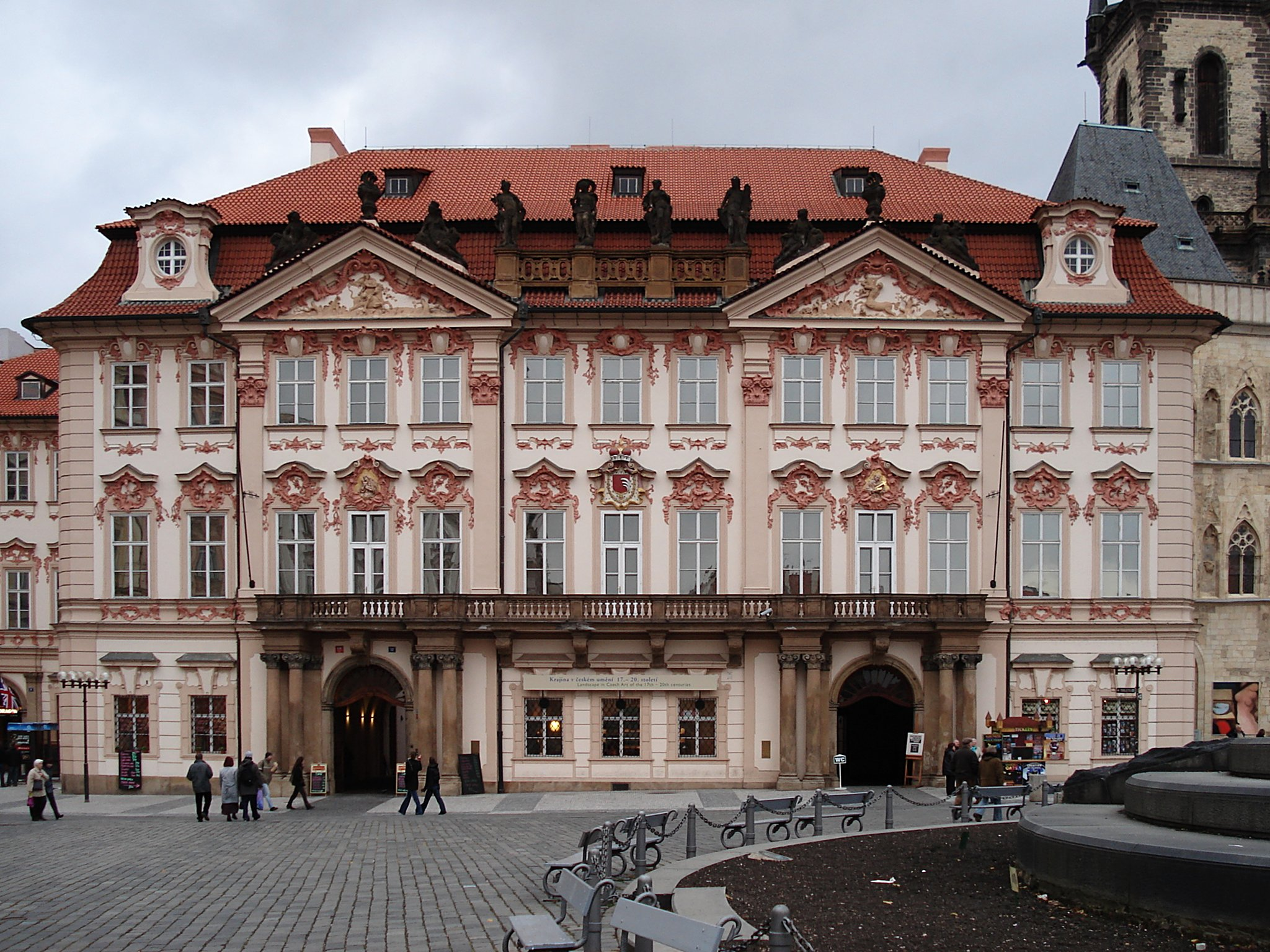
图即为卡夫卡就读中学所在地金斯基宫，其父亲在附近买下了一个商店

在1893年卡夫卡小学毕业后，他考入了严格的面向古典文学的文法类高級中學：德意志阿尔特斯泰特中学（Altstädter Deutsches Gymnasium），学校位于布拉格老城广场金斯基宫内。该学校以德语为教学语言，但卡夫卡也说并使用捷克语；，卡夫卡在学校学了八年的捷克语，并最终取得了好成绩。虽然卡夫卡因捷克语而得到了称赞，而且他说的德语中也掺杂了捷克语口音，但他从未认为自己捷克语说的流利。在1901年，他完成了高级中学结业考试。
在1901年，卡夫卡被布拉格德语查理-斐迪南大学录取（Deutsche Karl-Ferdinands-Universität），开始学化学，但在两周后转而开始学习法律学。虽然卡夫卡未对法学产生兴趣，但在毕业后，这一领域会提供一系列的就业机会，并会使父亲感到满意。除此之外，法学的课程较多，这样留在学校的时间就会更多一些，也就因此给卡夫卡提供了学习德语和德国艺术历史的时间。期间，他加入了德国学生阅读和演讲会堂（Lese-und Redehalle der Deutschen Studenten）的俱乐部，在这个俱乐部里有演讲活动、阅读和一些其他的活动。在学校里，卡夫卡结识了出生在布拉格的犹太法学博士和哲学家的费利克斯·韦尔特斯（Felix Weltsch，1884-1964）、来自波兰信仰哈西迪犹太教的演员伊扎克·罗伊（Yitzchak Lowy，1887-1942）和两位作家奥斯卡·鲍姆（Oskar Baum，1883-1941）和弗朗茨·韦费尔（Franz Werfel，1890-1945）等朋友。
在大学第一学年结束时，卡夫卡遇见了当时在进修法学的马克斯·布洛德，他之后成为了卡夫卡的终身朋友。成为朋友之后，布洛德很快发现卡夫卡虽然性格上较为内向且话语少，但卡夫卡少有的话语却通常蕴含着深厚的意义。
卡夫卡终其一生都酷爱阅读，他在布洛德的倡议下一起读过原版（即希腊语）的柏拉图对话录《普罗泰戈拉篇》，在卡夫卡的提议下读过法语版的古斯塔夫·福楼拜的小说《情感教育》和《圣安东尼的诱惑》。卡夫卡将俄国的费奥多尔·陀思妥耶夫斯基、法国的福楼拜、奥地利的弗朗茨·格里帕泽和德国的海因里希·冯·克莱斯特这几位作家认为是自己「真正的血亲」。除此之外卡夫卡也对捷克文学感兴趣，也对歌德的作品也十分喜欢。卡夫卡成为法学博士是在1906年7月18日，之后无偿地做了一年强制的民事和刑事法庭的法律助理。

### 工作

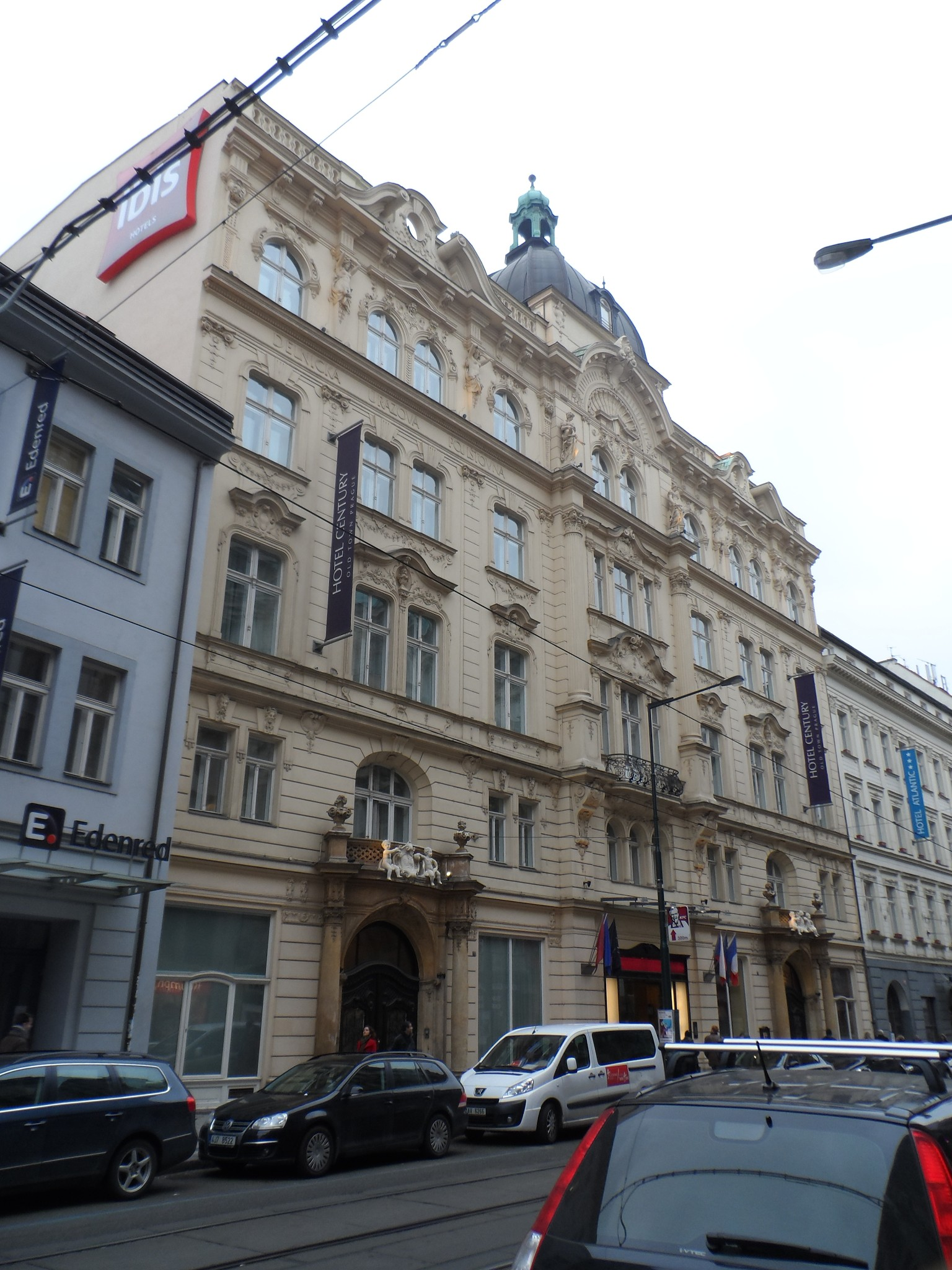
波希米亚王国工伤保险机构原址。

1907年11月1日，卡夫卡被意大利忠利保险公司聘用。他在这家公司工作了将近一年的时间。在此期间，通过卡夫卡的书信表明他对工作时间从早晨8点到下午6点不满意——使得卡夫卡难以专心于越来越重要的写作。一年时间不到，在1908年7月15日，卡夫卡在此公司辞职。两周后，卡夫卡又被波希米亚王国的工伤保险机构聘用。卡夫卡职位晋升很快，两周后，卡夫卡察觉这份工作比写作更容易得到父亲的接受。卡夫卡的工作涉及到为受到意外事故（如切伤了手指和四肢）造成了人身伤害的工人进行调查并确定相应的赔偿金、写报告和处理一些商人因为自己公司分类风险较高而花过多的保险费用来上诉的事情。管理学教授彼得·德鲁克认为世界上首个民用安全帽是由当时的卡夫卡发明的，曾於1912獲頒獎章。
卡夫卡的这份仅仅是支付账单的工作被父亲常称为「Brotberuf」，也就是他所謂的生计，卡夫卡则常常蔑视此工作。在卡夫卡工作的几年内，他每次都为保险公司汇集并整理编辑好该年的年报，年报由他的上级查收，并对此很满意。卡夫卡通常在下午两点下班，这样就有更多时间花在他忠於坚定立场的文学著作上。卡夫卡的父亲还期望他能为他家开的高档商品商店帮忙以及接管。在卡夫卡的晚年，身体上的疾病经常在保险公司工作和写作时造成阻挠。多年后，卡夫卡的朋友布洛德杜撰了「Der enge Prager Kreis」（“闭合的布拉格圈”The Close Prague Circle ）来描述由一些作家构成的团体，其包括了卡夫卡、卡夫卡的朋友费利克斯·韦尔特斯以及他。
1911年末，妹妹加布里埃尔的丈夫卡尔·赫尔曼和卡夫卡在布拉格的第一家石棉工厂：赫尔曼布拉格石棉制造公司（Prager Asbestwerke Hermann & Co.）成为合伙人。创办该公司挪用了赫尔曼·卡夫卡的嫁妆钱。在最初卡夫卡的态度是十分积极的，将自己空余时间都投入于此。之后他又开始像之前那样埋怨这份工作侵犯了他的写作时间。在那段时期，卡夫卡对意第绪语剧院的表演产生了兴趣和乐趣。在1911年10月，卡夫卡看完一场意第绪语剧团表演后，接下来的6个月，卡夫卡沉湎于意第绪语和意第绪语剧院表演。这也是卡夫卡开始对犹太教相关的探索的起点，也是在这个时候卡夫卡成为了一名素食家。在1915年左右，卡夫卡收到了一战的征兵令，但是卡夫卡所在的保险公司却安排职工延期工作，因为保险公司被政府认为是为必要的政治服务。之后，他尝试加入军队，但是由于自身在1917年被诊断为有结核因而被拒绝。在1918年，工伤保险机构因卡夫卡的病状且由于当时医院没有治疗的方法而给他补贴了津贴，卡夫卡将自剩余的大部分时间花在了疗养所。

### 私生活
卡夫卡的性生活很活跃，根据布罗德提供的资料，可以说卡夫卡被性欲所“折磨”而且卡夫卡的传记家赖纳·施塔赫说明他的生活充满了“不断的追求女色”和对“性障碍”的恐惧。卡夫卡在成年后多次去过妓院。并对色情文学产生兴趣。除此之外，卡夫卡还与几位女性有亲密的关系。在1912年8月13日，卡夫卡在他的朋友布洛德及其妻子的聚会上遇到了菲利斯·鲍尔卡。鲍尔卡为柏林的一家录音电话机公司的代理人，并是布洛德的亲戚（布洛德的姐姐索菲亚嫁给了鲍尔卡的堂兄弟）。在相遇后的一周即8月20日，卡夫卡在日记里写道：

菲利斯·鲍尔卡女士。8月13日那天我来到布洛德家，她正坐在桌旁。剛开始我不在意，且立刻將她的存在视为理所当然。她憔悴而毫无表情的面孔写满了空虚之感，颈部裸露，身着一件应急的上衣。这种穿着使她非常像一位家庭主妇，而现实已经是这样，但看上去她似乎不怎么喜欢这样。(我渐渐地把情感转移向她，近近地注视着她……)金色的、些微整洁，不引人注意的头发、有力的下巴。在我往下坐时，我才第一次较仔细的看了看她。刚坐定，我就已经作出了不可动摇的判断。

之后不久，卡夫卡仅用一晩就写成了《判决》。之后便投入《美国》和《变形记》两部小说的创作。卡夫卡和菲利斯·鲍尔卡在接下来的五年内大多通过书信，偶尔见下面来交往，并订婚过两次。卡夫卡现存的寄给鲍尔卡的书信在1967年以《给菲利斯·鲍尔卡的信》为名出版，但鲍尔卡寄给卡夫卡的书信却没有被保存下来。。传记作家施塔赫和詹姆斯·霍斯提供的资料，在1920年左右，卡夫卡对在酒店工作的一个贫穷、没受过教育的女服务生订过婚，虽然他们二人住在一个出租公寓，訂定了结婚日期，但始终没有结婚。 在这个时间内1919年11月，卡夫卡给父亲写了很长一段书信。卡夫卡在订婚日之前，又与另一女性开始交往。卡夫卡在生活中需要女性和色情时，自信心很低落，感到性是很污秽的，特别對自己的身体感到很羞涩。
施塔赫和布罗德陈述在卡夫卡认识鲍尔卡之后，卡夫卡与她的一个朋友，来自柏林的一个犹太女人：玛格丽特·“格蕾特”·布洛赫有过不正当的私通关系，布罗德还说布洛赫还给卡夫卡生了一个孩子，但卡夫卡不知道有孩子一事。这个孩子是男性，名字未知，是1914或1915年出生，於1921年早死在慕尼黑。但是另一位传记家彼得-安德烈·阿尔特声称，虽然布洛赫有了孩子，但卡夫卡不是父亲且和她从未很亲密过。施塔赫陈述虽然布洛赫有了孩子，虽然没有确凿的证据但矛盾之处能指出卡夫卡是那个孩子的父亲。
在1917年8月，卡夫卡被诊断喉头上患有结核。之后他请求用几个月的时间去在波西米亚的一个名叫祖拉（Zürau，捷克语:Siřem）的村庄生活一段时间。卡夫卡的妹妹奥塔尔和她姐夫卡尔·赫尔曼就住在这里，他们以农耕为业。来到这里后，卡夫卡感到心情很舒畅，并将这段时光描述为自己人生中最美好的时光。卡夫卡这样描述也许是因为在这里没有任何负担。他也留下了许多日记和笔记。卡夫卡从中摘录了109条，后来被出版为（《卡夫卡随笔集——对罪愆、苦难、希望和真正的道路的观察 》。
1920年，卡夫卡与一位新闻工作者和记者身分的米莱娜·杰森斯卡产生了强烈的感情，同样，卡夫卡给她的信件后来出版为了《给米莱娜的信》(Briefe an Milena)。在1923年6月，卡夫卡已四十岁时，在德国北部临波罗的海的城市格拉尔-米里茨的度假时，遇到了他最后的一位情人：一位二十五岁，来自传统犹太家庭的幼儿园教师多拉·迪亚曼特（1898-1952）。迪亚曼特曾私自保存过卡夫卡后期的一些作品，但后来被盖世太保没收而下落不明。卡夫卡希望摆脱家庭对自己的影响，以能够专注于写作，于是在9月份，短暂的在布拉格待了几天后，卡夫卡来到柏林和迪亚曼特同居，与她成为了恋人。同居期间，卡夫卡对犹太教的《塔木德》产生了兴趣。卡夫卡专注于四篇故事的创作，并打算将其出版为一本合集（即后来的《饥饿艺术家(合集)》）。

### 去世

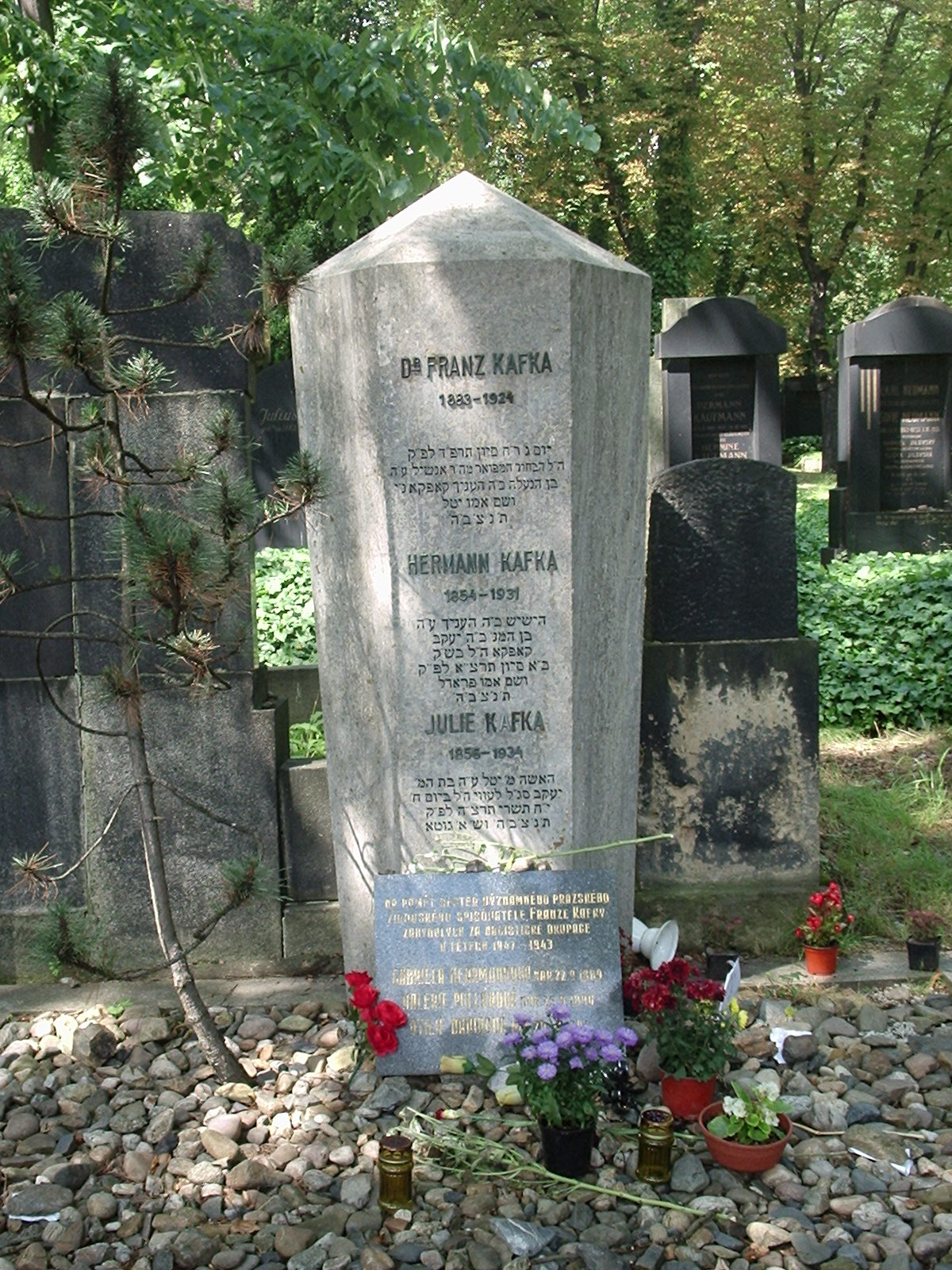
弗朗茨·卡夫卡之墓

在1924年3月，卡夫卡从柏林回到了布拉格，此时卡夫卡的结核开始变得恶化在家里，卡夫卡受到他的家人尤其是妹妹奥塔尔的悉心照料。卡夫卡和陪伴他的迪亚曼特一起在同年的4月10日前往克洛斯特新堡，霍夫曼医生的疗养院进行疗养，但在两个多月后，卡夫卡在疗养所去世。卡夫卡的死因似乎是因为饿死的：由于卡夫卡的喉头结核，使得进食成为一件十分痛苦的事情，又由于当时的胃肠外营养疗法不成熟，导致没有任何方式能让卡夫卡吃下东西。卡夫卡在临终前，正在创作短篇小说《饥饿艺术家》，这部小说的灵感来源于得知自己无法进食的那一刻，卡夫卡死后，遗体运回了布拉格，并于1924年6月11日在布拉格济之科区（Žižkov）的新犹太公墓（Nový židovský hřbitov）火化。卡夫卡在世时不有名，但他不看重名声。辞世后不久卡夫卡变得有名起来。
在卡夫卡生命的最后几年时间里，曾给他的一位朋友雨果·贝格曼（Hugo Bergman1883–1975）寄过一张明信片，说自己打算移民到巴勒斯坦。当时在巴勒斯坦的贝格曼却不欢迎，担心卡夫卡的结核会传染给他和他的小孩。
2005年6月捷克票選最偉大的捷克人中，他排名第55。

## 个性、政治立场以及信仰

### 个性
卡夫卡害怕别人发现自己内心的狰狞使人反感，但实际上，和他有过交际的人都认为他的举止稳重又有风度，才华横溢，幽默感却匮乏。他们也发现他的穿着外观简朴朴素但有男孩般的帥氣感。布罗德将卡夫卡比作德国的海因里希·冯·克莱斯特，注意到他们都能逼真地、精细地描述一个情景。布罗德认为卡夫卡是他遇到的最令人愉快的人，卡夫卡喜欢和朋友们分享幽默，虽然看上去不是那么严肃，但在朋友们遇到困难时会提出好的建议进行帮助。布罗德说，卡夫卡对朗诵十分热情，演讲如同音乐歌唱一般动人。布罗德认为卡夫卡最为显著的两个特点是“绝对真诚”(absolute Wahrhaftigkeit)和“细致严谨”(präzise Gewissenhaftigkeit).他对细节和不引人注目的地方的刻意追求，充满了卡夫卡深厚的爱，那些精密的细节使得一些无法预见的事情浮出水面，看上去很奇怪，但都是真真实实的（nichts als wahr）.
虽然卡夫卡在孩童时代未曾喜欢过体育运动，但之后却对游戏和体能活动展现出乐趣，卡夫卡会骑马、善游泳亦是一名不错的划船手。在周末时，卡夫卡会和朋友着手准备去远足，而且多数是由卡夫卡个人策划。卡夫卡还热衷于自然疗法、现代教育体系如蒙特梭利教育法以及新颖的科技如飞机和电影。写作对于卡夫卡来说很重要，他认为写作是“一种祈祷的形式”。写作时，卡夫卡首选在安静的场合并且对噪声非常敏感。
佩雷斯·阿尔瓦雷斯（Pérez-Álvarez）认为卡夫卡是个类精神分裂型人格违常患者。卡夫卡的风格，传记家解释道：不仅是在《变形记》还是他的其他多方面作品，表现出他的中低等精神分裂症的特征，这也能解释他的一些作品为什么是如此的惊人。卡夫卡的苦恼能从他1913年6月21日的日记看出：

我头脑中装着庞大的世界。可是如何既解放我并解放它，而又不使它撕裂呢。我宁可让它撕裂，也不愿将它抑止或埋葬在心底。我是为此而存在的，这点我十分清楚。

在《祖拉箴言》的第50条:

人若没有对某种不可摧毁的东西的持续不断的信仰，便不能活下去，而无论这种不可摧毁的东西，还是这种信仰都可能是长期潜伏着的。
虽然卡夫卡从未结婚，但对婚礼的举行和拥有孩子持以崇高敬意。卡夫卡前后有过几个女朋友，但也有学者对他的性取向有过一些猜测与推测。也有人提出卡夫卡受进食障碍之苦，慕尼黑大学精神病学诊所的曼弗雷德·M·费希特医生（Manfred M. Fichter）指出“对于这个假设的证据是卡夫卡患有非典型的神经性厌食症”，并且卡夫卡不仅仅是孤独和忧郁，还有“自杀的倾向”。在1912年末，卡夫卡曾多次考虑过自杀。在来自美国的文学史、文化史家桑德·吉尔曼的书《弗朗茨·卡夫卡-犹太病人》（Franz Kafka, the Jewish Patient）中，他对“为什么一个犹太人可能被认为是疑病症患者或者是同性恋，以及卡夫卡是如何把他对犹太男性认识的这些方式融入到他的个人形象和写作中”的研究。
米蘭·昆德拉在《被背叛的遺囑》（Les testaments trahis）写道，據布勞德的回憶，卡夫卡喜歡在朋友面前朗讀自己的作品，讀到得意的段落時會忍俊不禁，自己大笑起來。

### 政治立场
在第一次世界大战之前，卡夫卡参加了在捷克的一个名为Klub Mladých俱乐部的几次聚会，该俱乐部由无政府主义者、反军国主义者、反教权主义者等等组成。和卡夫卡上过同一大学和高中的雨果·伯格曼（Hugo Bergmann）在大学的最后一年（1900–1901）时就因两人政治立场不同而发生过争吵：“（卡夫卡的）的社会主义和我的犹太复国主义矛盾十分尖锐。”“卡夫卡已成为社会主义者，我在1898年成为犹太复国主义者。与社会主义相结合的犹太复国主义是根本就不存在的。伯格曼还宣称卡夫卡戴着一朵红色的康乃馨去学校来表明他对社会主义的支持。当时俄国具有影响力的无政府主义、哲学家彼得·阿列克谢耶维奇·克鲁泡特金对卡夫卡有过一定影响，在卡夫卡的一篇日记中还涉及到了他：“不要忘了克鲁泡特金！”
在共产主义统治的年代，卡夫卡所留下的有关东欧社会主义作品受到了激烈的争论。随着卡夫卡对有着官僚主义、失败的即将覆灭的奥匈帝国进行讥讽的倾向转变为有对信赖正在兴盛的共产主义的表现，看法从而发生了转变。另一主要方面是在卡夫卡关于隔阂的主题（针对马克思异化理论）。传统立场
对于卡夫卡作品中对异化的描述与社会毫不相干，社会理应消除人与人之间的隔阂。1963年，即卡夫卡诞辰80周年之时，在捷克斯洛伐克一村庄利比尼策（Liblice）举行了一场会议，会议上重新评估了卡夫卡对官僚主义刻画的重要性。对于卡夫卡是否是为政治而写作的作家，仍是一个在争论的议题。

### 犹太教和犹太复国主义

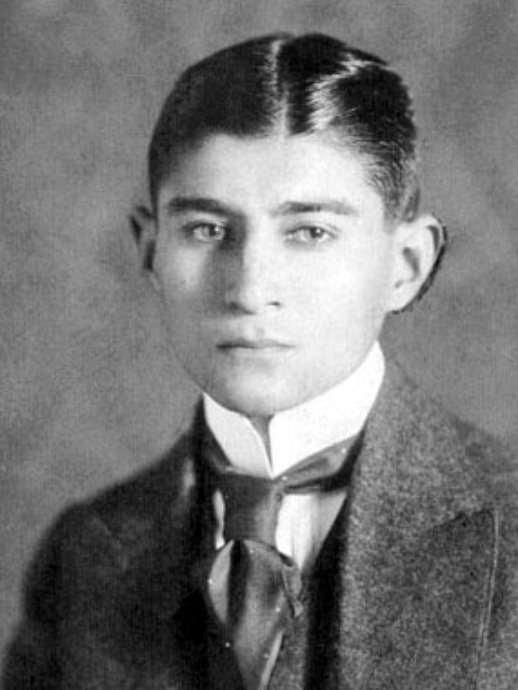
卡夫卡于1910年

卡夫卡是在布拉格的一个说德语的犹太家庭出生和长大的，并被东欧犹太教及分支深深吸引，他认为东欧的犹太人有着令人着魔的精神生活，这是西欧犹太人所缺失的。卡夫卡的日记中也有很多地方提及到了意第绪语的作家。然而卡夫卡也多次疏远犹太教和犹太人的生活：“我与犹太人有什么共同之处吗？我跟自身没有任何的相似之处。我应在一角落里非常安静地站着，庆幸我还在呼吸。”在卡夫卡青少年时期，曾宣言自己是个无神论者。
英国作家詹姆斯·霍伊斯（James Hawes）表示卡夫卡虽然对自己犹太人的民族性（希伯来语：עמיות יהודית）有著清楚的认识，但他并未将此融入到作品中。根据霍伊斯所说，缺失的是作品中缺失犹太人人物、主题或者场景。洛塔尔·卡恩则毫不含糊地说：“卡夫卡的所有作品中都有犹太民族性的出现，这是毋庸置疑的。”美国文学评论家哈罗德·布鲁姆表示，虽然卡夫卡对犹太人身份并不满意，但他确实是犹太人作家里最为出色的。卡夫卡作品最早译者之一的帕维尔·艾斯纳（Pavel Eisner，1889-1958）对经典的《审判》一书诠释道：“存在于布拉格的犹太人的三重维度...其中故事的主角约瑟夫·K，他（象征性地）被一个德国人（Rabensteiner，拉本什泰纳）、一个捷克人（Kullich，库里彻）和一个犹太人（Kaminer，卡米纳）所逮捕。虽然没有证据表明K是一个犹太人，但他是浸淫在现代犹太人中 '无辜的罪恶'（guiltless guilt）的一个体现。”
对卡夫卡《悲伤在巴勒斯坦？！》一文，以色列文学评论家丹·米龙（מירון דן）发现卡夫卡和犹太复国主义有着一定联系：“不管是那些声称与复国主义有关系并且复国主义在他们生命和工作有着核心地位的，还是完全否定与它有关或者摒除它的重要性的人，看上去都错了。真相是在这两种过分单纯化的观点之间，在那非常难以捉摸的地方。”卡夫卡曾考虑过和菲利斯·鲍尔以及后来的多拉·迪亚曼特搬去巴勒斯坦。卡夫卡在柏林的那段时期，为了学习希伯来语，聘请了布罗德的一个来自巴勒斯坦的朋友普阿·巴托万(Pua Bat-Tovim)来做他的家庭教师。卡夫卡还在柏林犹太教研究学院（Berlin Hochschule für die Wissenschaft des Judentums）听过朱利叶斯·格林塔尔（Julius Grünthal）拉比和朱利叶斯·古特曼拉比的课。
历史学家利维亚·罗斯基尔臣（Livia Rothkirchen）认为卡夫卡是“他那个时代的标志性人物。”在卡夫卡的那个时代，有着众多的犹太人作家，他们对德国、捷克、奥地利和犹太文化都十分敏感。“这样的情形下，使得他们的作品有了广阔的世界视野，精炼的品质，近乎超越了抽象的沉思。他们中的一个杰出的例子便是卡夫卡。”

## 作品流传
卡夫卡生前曾将所有已发表和未发表作品遗留给同为作家的好友马克斯·布罗德，并写一文明确告知其须在自己死后将所有作品销毁。然而布罗德无视其遗嘱，并在1925至1935年间发布了大量作品，未发布的作品则于1939年带去英属巴勒斯坦。卡夫卡的情人迪亚曼特也保有一些手稿和日记，但被盖世太保没收而失踪。布罗德逝世后，卡夫卡未发表的作品被遗留给秘书爱思特·霍夫（Esther Hoffe），而后者又将大部分遗留给自己的女儿。最终，以色列国家图书馆于2008年起诉这对姐妹，称卡夫卡的未发布手稿因1939年就已带到英属巴勒斯坦而成为以色列的国家财产。经过多年缠讼，2016年12月，以色列最高法院裁定国家图书馆胜诉，卡夫卡未发布的手稿是以色列的国家财产，归国家图书馆所有。
除了文学作品外，卡夫卡手稿还包括其绘画作品。

## 評論
诗人W·H·奥登称卡夫卡为“二十世纪的但丁”; 小说家弗拉基米尔·纳博科夫将他列为20世纪最伟大的作家之一。马尔克斯称，阅读卡夫卡的《变形记》让他知道“可以用不同的方式写小说”。

## 与父亲的关系
在卡夫卡一家中，这个内敛的作家被看做是一个特立独行的人，特别是他的父亲，他对于他儿子的兴趣无法给予哪怕一丁点儿的理解。
弗朗茨·卡夫卡越来越沉溺于文学当中，这与他的父亲关系甚大。他的父亲赫尔曼·卡夫卡是一个成功的商人，而他早期的生活却非常艰难。赫尔曼·卡夫卡来自于一个农村家庭，在服完兵役后，他在布拉格开始慢慢积累财富。他是一个毫无温情可言的暴君，经常肆意的使唤和责备他的店员。即使是他自己的孩子，也每天都被他训斥，他认为他们应该表现得更好，并且应该感恩于他。此外，他一直对他的儿子们有一个明确的期望，即像他自己一样，坦诚、坚强、并且努力工作。
卡夫卡后来（1919年）曾给他的父亲写过一封将近一百页的信，但他却始终没有将信寄出。在这封信里面，他描述了他在童年所受的创伤：他无比倾慕他那强势的，几乎决定一切的，并且每件事都能做出正确决定的父亲。然而他对儿子们只有轻蔑的嘲讽，对于弗朗茨所热衷的事情，他表现出的只有鄙视。这场父子之间实力悬殊的斗争的结果只有一个——这个本来就腼腆的男孩变得更加内向，并且几乎不再说话了。年轻的卡夫卡始终活在这样一种罪恶感中：他对其他人的感情，他对文学的兴趣以及他对于生活的梦想——这些所有的个人意识不仅仅是错误的，而且简直是有罪的，他破坏了他父亲完美的生活。在他的作品中，关于万能的、神一样的父亲以及关于罪恶感的题材都经常有所表现，例如1912年的《判决》（Das Urteil），此短篇被认为很好地体现了卡夫卡矛盾的审父心理。

## 文学和文化的影响
并不像其他的知名的作家那样，卡夫卡的生平事迹很少被他人所直接引用，相反，他每次多因为他的想象力和观点被提起。一位名叫西蒙·桑德邦克（Shimon Sandbank）的教授认为卡夫卡对豪尔赫·路易斯·博尔赫斯、阿尔贝·加缪、欧仁·尤内斯库、约翰·马克斯维尔·库切和让-保罗·萨特有一定的影响力。《金融时报》上一位文学评论家将对若泽·萨拉马戈产生重要的影响的功绩归于卡夫卡，身为作家和编者的艾尔·西尔弗曼（Al Silverman）提到过杰罗姆·大卫·塞林格爱读卡夫卡的文章。在1999年，由99位作家、学者和文学评论家参与的一个会议上，将卡夫卡的《审判》和《城堡》二书列入“二十世纪最佳德语小说书单”的第二（第一是奥地利作家罗伯特·穆齐尔的《没有个性的人》）和第九，西蒙·桑德邦克也说他抱怨现在卡夫卡已在全球为人所知，但他认为卡夫卡神秘莫测的风格还没有人能够做到。布罗德曾说过人们会把“20世纪”以“卡夫卡的世纪”著称。
| 作品名称                                                            | 年份   | 媒介     | 摘要 | 来源            |
| ------------------------------------------------------------------- | ------ | -------- | --- | --------------- |
| 《卡夫卡的一个朋友》 （"A Friend of Kafka"）                        | 1962年 | 短篇故事 | 作者为诺贝尔文学奖得主艾萨克·巴甚维斯·辛格。故事中一个名叫意第绪语演员杰克斯·科恩说他认识弗朗茨·卡夫卡；在故事中卡夫卡相信了一个只存在于犹太民间传说中的魔像。 | [ 135 ]         |
| 审判                                                                | 1962年 | 电影     | 《审判》小说改编电影，电影导演奥森·威尔斯说 "来说说你喜欢的电影，《审判》这部电影是我最最伟大的作品，甚至比《公民凯恩》还伟大" | [ 136 ] [ 137 ] |
| 《西瓜人》 （Watermelon Man）                                       | 1970年 | 电影     | 一定程度上受到了《变形记》的影响"。电影中一个有偏见的白人一觉醒来变成一个黑人。 | [ 138 ]         |
| 《卡夫卡-片段之24号作品》 （"Kafka-Fragmente, Op. 24"）             | 1985年 | 音乐     | 匈牙利作曲家库塔格·捷尔吉使用卡夫卡部分日记和信件创作的，针对女高音和小提琴演奏。 | [ 139 ]         |
| 《卡夫卡的生殖器》 （Kafka's Dick）                                 | 1986年 | 幽默喜剧 | 编剧为艾伦·班尼特（Alan Bennett）。时间设定在1980年，某天卡夫卡的好朋友马克思·布罗德的灵魂突然出现在一个英国的卡夫卡的粉丝悉尼家里，紧接着卡夫卡的灵魂也跟着出现。卡夫卡发现他的布罗德并未执行其遗嘱，出版了他所有的书。而后卡夫卡的父亲现形，父子二人发生冲突，父亲要求卡夫卡必须为其平反，把他写成一个慈祥的父亲，否则他就将卡夫卡的生殖器大小真相公之于众。 | [ 140 ]         |
| 《卡夫卡》 （Kafka）                                                | 1991年 | 电影     | 杰里米·艾恩斯为主演之一（扮演卡夫卡），莱姆·多布斯（Lem Dobbs）为编剧，导演为史蒂文·索德伯格。是一部展现卡夫卡生平和作品的半传记影片。时间设定在1919，卡夫卡的的一位同事突然失踪，卡夫卡为此开始调查此事引出全剧情，其中很多情节借鉴了卡夫卡自己的小说，如《城堡》和《审判》。                                                                                 | [ 141 ]         |
| 《弗朗茨·卡夫卡的美妙人生》 （Franz Kafka's It's a Wonderful Life） | 1993年 | 电影     | 彼得·卡帕尔蒂自编自导的短篇喜剧电影，理查德·E·格兰特（Richard E. Grant）饰演卡夫卡。该片赢得了奥斯卡金像奖。 | [ 142 ]         |
| 坏蟑螂 （Bad Mojo）                                                 | 1996年 | 电脑游戏 | 游戏的故事情节上大致以小说《变形记》。游戏的主要角色是一个罗格·萨姆莎（Roger Samms，暗示《变形记》中的格里高尔·萨姆莎），他有一只叫做弗朗茨的猫。 | [ 143 ]         |
| 《在流刑地》 （In the Penal Colony ）                               | 2000年 | 戏剧     | 剧名为卡夫卡的同名小说《在流刑地》，创作者为美国作曲家菲利普·格拉斯。 | [ 144 ]         |
| 《海边的卡夫卡》 （海辺のカフカ）                                               | 2002年 | 小说     | 是日本作家村上春树的一部小说，在2005年成为《纽约时报》十佳图书之一，也获得了世界奇幻奖和卡夫卡奖。 | [ 145 ] [ 146 ] |
| 《卡夫卡的审判》 （Kafka's Trial）                                  | 2005年 | 戏剧     | 丹麦作曲家波尔·鲁德斯根据卡夫卡的部分生平和他的小说创作的一部戏剧，于2005年首映，并发行了CD光盘。 | [ 147 ]         |
| 《卡夫卡的汤》 （Kafka's Soup）                                     | 2005年 | 文学和   | 创作者为英国作家马克·克里克（Mark Crick），书中模仿了17位文坛名宿的笔法创作的一部类似烹饪的书。 | [ 148 ]         |
| 《卡夫卡式》 （Kafkaesque）                                         | 2010年 | 电视剧   | 出自美国电视剧絕命毒師第三季的第9集的剧名。戒毒康复小组的组长用这个词来形容小粉的状态（"Sounds kind of Kafkaesque"），后来小粉在和猴子和瘦子说话时又重复用到了这个词。弗朗茨·卡夫卡的作品通常会展现一个怪诞奇异的世界，而其中的人们都在被罪责、孤立和不安压迫的同时，徒劳地找寻个人救赎。                                                                      |                 |
| 《卡夫卡的音乐剧》 （Kafka the Musical）                            | 2011年 | 广播剧   | 由BBC Radio 3的 Play of the Week 节目所创作的一个关于卡夫卡的广播剧，其中卡夫卡由大卫·田纳特配音。 | [ 149 ]         |
| 《声音的表演—奉献给弗朗茨卡夫卡》                                   | 2012年 | 音乐     | HAZE网络唱片厂牌发行的音乐专辑：《声音的表演—奉献给弗朗茨卡夫卡》（Sound Interpretations — Dedication To Franz Kafka）。发行这张专辑的目的是为了让世人重新审视20世纪卡夫卡留给我们的文学遗产。 | [ 150 ]         |
| 谷歌首页涂鸦                                                        | 2013年 | 网络文化 | 这年是卡夫卡诞辰130周年。一只戴着帽子，像绅士一般拟人化的蟑螂打开门，来纪念卡夫卡130岁的生日。 | [ 151 ]         |
| 《变形记》                                                          | 2013年 | 舞剧     | 由皇家芭蕾舞团所编排（The Royal Ballet），爱德华·沃特森（Edward Watson）为表演者。 | [ 152 ]         |

## 作品

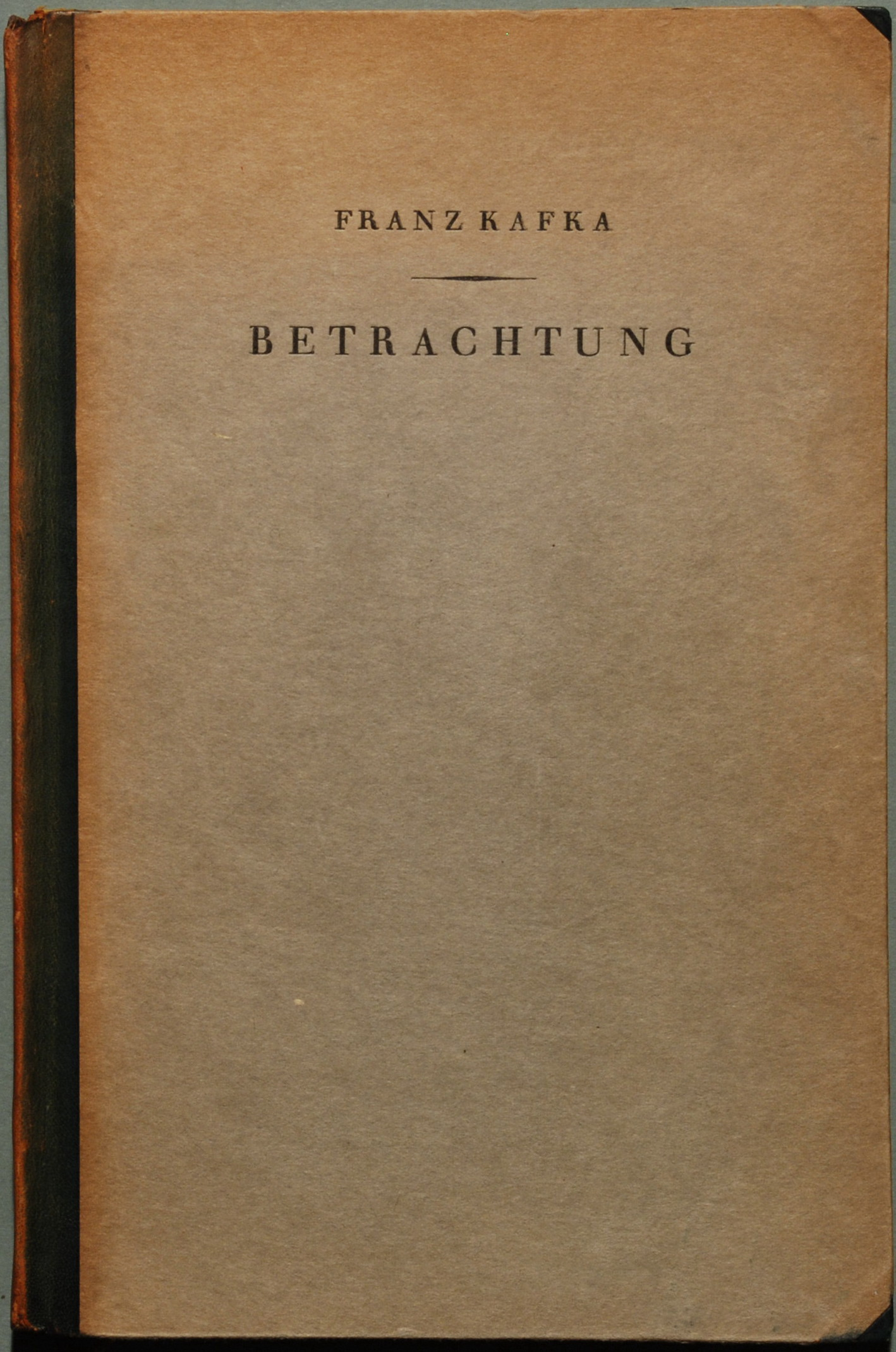
小说《沉思》Betrachtung的首印本（1912年）

卡夫卡所有已出版的作品，除开一些他用捷克语写给米莱娜·杰森斯卡的信之外，都是使用的德语。卡夫卡在世时出版的极少数作品未有太多关注度。
卡夫卡没有一部是完整的小说。主要是在卡夫卡和多拉·迪亚曼特在柏林居住的那段时期，他焚毁了自己90％左右的作品而迪亚曼特则帮忙焚毁卡夫卡的草稿。在卡夫卡作家生涯前期时，他受到了德国海因里希·冯·克莱斯特的影响。卡夫卡在给菲利斯·鲍尔信中说道冯·克莱斯特的作品是令他害怕的。卡夫卡认为与他的家庭相比他更亲近冯·克莱斯特。
首先将卡夫卡作品翻译为中文者，是华南师范大学教授李育中。

### 生前出版的單行本
- 《判决》(Das Urteil)
- 《火夫》（或譯《司炉》）(Der Heizer)
- 《变形记》(Die Verwandlung)
- 《在流放地》(In der Strafkolonie)

### 生前出版的小說集
- 《沉思》(Betrachtung)
- 《乡村医生》(Ein Landarzt)
- 《饥饿艺术家》(Ein Hungerkünstler)
- 《万里长城建造时》(Beim Bau der Chinesischen Mauer)

### 生前出版的小說（未結集）
- 《與祈禱者的對話》(Gespräch mit dem Beter)
- 《與醉漢的對話》(Gespräch mit dem Betrunkenen)
- 《巨響》(Großer Lärm)
- 《桶騎士》(Der Kübelreiter)

### 遺作（长篇小说）
- 《失蹤者》(Der Verschollene)；又名《美國》(Amerika)
- 《審判》（或譯《訴訟》）(Der Prozeß)
- 《城堡》(Das Schloß)

## 版本
從1978年起，在德國聯邦政府的財政支持下，一批來自各國的德語文學專家，開始按照當代學術標準來編輯卡夫卡的小說、日記、書信、遺稿，並由菲施爾出版社（S. Fischer Verlag）陸續出版。

### 引用
1. 1 2  Čapka, František. . . Prague: Libri. 1999  [21 June 2009]. ISBN 80-85983-67-2. （原始内容存档于2014-07-12） （捷克语）.
2. 1 2  Gilman 2005，第20–21頁.
3. ↑  Northey 1997，第8–10頁.
4. ↑  Kohoutikriz 2011.
5. ↑  Brod 1960，第3–5頁.
6. ↑  Northey 1997，第92頁.
7. ↑  Bechtel, Delphine. . Malkin, Jeanette R.; Rokem, Freddie  (编). . Studies in theatre history and culture. University of Iowa Press. 2010: 304  [2011-10-28]. ISBN 978-1-58729-868-4. （原始内容存档于2013-02-03）. [...]观众们听到在舞台上连续的意第绪语和德语的混合语言，有时与摩西德语传统使用方式结合。
8. ↑  Applegate, Celia; Potter, Pamela Maxine. . University of Chicago Press. 2001: 310  [2011-10-28]. ISBN 978-0-226-02131-7. （原始内容存档于2013-02-03）. [...]在1787年,普拉格人口超过10％的是犹太人[...]，他们说德语，也许是叫做 摩西德语（Mauscheldeutsch）的语言，摩西德语是当地犹太德国人的方言，不同于意第绪语（Mauscheldeutsch = Moischele-Deutsch = 'Moses German'）.
9. ↑  Gray 2005，第147–148頁.
10. ↑  Hamalian 1974，第3頁.
11. ↑  Corngold 1972，第xii, 11頁.
12. 1 2  Kafka-Franz, Father 2012.
13. ↑  Brod 1960，第9頁.
14. ↑  Brod 1960，第15–16頁.
15. ↑  Brod 1960，第19–20頁.
16. ↑  Brod 1960，第15, 17, 22–23頁.
17. ↑  Stach 2005，第390–391, 462–463頁.
18. ↑  Stach 2005，第13頁.
19. ↑  Brod 1960，第26–27頁.
20. 1 2  Hawes 2008，第29頁.
21. 1 2 3  Sayer 1996，第164–210頁.
22. ↑  Kempf 2005，第159–160頁.
23. ↑  Koelb 2010，第12頁.
24. ↑  Corngold 2004，第xii頁.
25. ↑  Diamant 2003，第36–38頁.
26. ↑  Brod 1960，第40–41頁.
27. 1 2  Gray 2005，第179頁.
28. ↑  Stach 2005，第43–70頁.
29. ↑  Brod 1960，第40頁.
30. 1 2  Brod 1960，第14頁.
31. ↑  Brod 1966，第53–54頁.
32. ↑  Gray 2005，第74, 273頁.
33. ↑  Brod 1960，第51, 122–124頁.
34. ↑  Stach 2005，第80–83頁.
35. ↑  Murray 2004，第62頁.
36. ↑  Brod 1960，第78頁.
37. 1 2 3 4  Steinhauer 1983，第390–408頁.
38. ↑  Karl 1991，第210頁.
39. ↑  Glen 2007，第23–66頁.
40. ↑  Stach 2005，第26–30頁.
41. ↑  Drucker 2002，第24頁.
42. ↑  Corngold et al. 2009，第250–254頁.
43. ↑  周力行 <捷克史> P25
44. ↑  Brod 1960，第81–84頁.
45. ↑  Stach 2005，第23–25頁.
46. ↑  Stach 2005，第25–27頁.
47. ↑  Spector 2000，第17頁.
48. ↑  Keren 1993，第3頁.
49. ↑  Stach 2005，第34–39頁.
50. ↑  Koelb 2010，第32頁.
51. ↑  Stach 2005，第56-58頁.
52. ↑  Brod 1960，第29, 73–75, 109–110, 206頁.
53. ↑  Corngold 2011，第339–343頁.
54. ↑  Brod 1960，第154頁.
55. 1 2  Hawes 2008，第186頁.
56. ↑  Stach 2005，第44, 207頁.
57. ↑  Hawes 2008，第186, 191頁.
58. 1 2  European Graduate School 2012.
59. ↑  Stach 2005，第43頁.
60. ↑  Banville, John. . 卫报. 14 January 2011  [2012-08-01]. （原始内容存档于2013-06-27）.
61. ↑  .   [1 August 2012]. （原始内容存档于2019-09-27）.
62. 1 2  Banville 2011.
63. ↑  Köhler 2012.
64. 1 2 3  Stach 2005，第1頁.
65. ↑  Seubert 2012.
66. ↑  Brod 1960，第196–197頁.
67. ↑  Hawes 2008，第129, 198–199頁.
68. ↑  Murray 2004，第276–279頁.
69. ↑  Stach 2005，第379–389頁.
70. ↑  Brod 1960，第240–242頁.
71. ↑  S. Fischer 2012.
72. ↑  Alt 2005，第303頁.
73. ↑  Hawes 2008，第180–181頁.
74. ↑  Stach 2005，第1, 379–389, 434–436頁.
75. ↑  Apel 2012，第28頁.
76. ↑  Dieter Hildebrandt: Dora und der Tod （页面存档备份，存于）. In: Die Zeit 35/2011, 25. August 2011, S. 45.
77. ↑  Hempel 2002.
78. 1 2  Brod 1966，第389頁.
79. ↑  Believer 2006.
80. ↑  Brod 1960，第209–211頁.
81. ↑  Brod 1960，第211頁.
82. 1 2  Brod 1960，第214頁.
83. ↑  Bloom 2011.
84. ↑  Janouch 1971，第14, 17頁.
85. 1 2  Fichter 1987，第367–377頁.
86. ↑  Repertory 2005.
87. ↑  Brod 1966，第41頁.
88. ↑  Brod 1966，第42頁.
89. ↑  Brod 1966，第97頁.
90. 1 2  Brod 1966，第49頁.
91. ↑  Brod 1960，第47頁.
92. ↑  Brod 1966，第52頁.
93. ↑  Brod 1966，第90頁.
94. ↑  Brod 1966，第92頁.
95. ↑  Brod 1960，第156頁.
96. ↑  Pérez-Álvarez 2003，第181–194頁.
97. ↑  Miller 1984，第242–306頁.
98. ↑  McElroy 1985，第217–232頁.
99. ↑  Project Gutenberg 2012.
100. ↑  Gray 1973，第196頁.
101. ↑  Brod 1960，第139–140頁.
102. ↑  Fichter 1988，第231–238頁.
103. ↑  Brod 1960，第128頁.
104. ↑  Gilman 1995，back cover.
105. ↑  Brod 1960，第86頁.
106. ↑  Bergman 1969，第8頁.
107. 1 2 3  Bruce 2007，第17頁.
108. ↑  Richard T. Gray (编). . Greenwood Publishing Group. 2005: 170. ISBN 9780313303753.
109. ↑  Preece 2001，第131頁.
110. ↑  Hughes 1986，第248–249頁.
111. ↑  Bathrick 1995，第67–70頁.
112. ↑  Socialist Worker 2007.
113. ↑  History Guide 2006.
114. 1 2 3  Haaretz 2008.
115. ↑  Kafka-Franz 2012.
116. ↑  Gilman 2005，第31頁.
117. ↑  Connolly 2008.
118. ↑  Harper's 2008.
119. ↑  Hawes 2008，第119–126頁.
120. ↑  Kahn & Hook 1993，第191頁.
121. ↑  Bloom 1994，第428頁.
122. 1 2 3  Rothkirchen 2005，第23頁.
123. ↑  Tal, Josef. Tonspur – Auf Der Suche Nach Dem Klang Des Lebens. Berlin: Henschel, 2005. pp. 43–44
124. ↑  Brod 1960，第196頁.
125. ↑  Internet Archive. . Schocken Books http://archive.org/details/castle00kafk_2. 1988. ISBN 978-0-8052-0872-6. 缺少或|title=为空 (帮助)
126. ↑  . the Guardian. 2009-10-24  [2021-11-18]. （原始内容存档于2022-02-26） （英语）.
127. ↑  . the Guardian. 2010-07-19  [2021-11-18]. （原始内容存档于2022-02-26） （英语）.
128. ↑  . Haaretz.   [2021-11-18]. （原始内容存档于2021-10-10） （英语）.
129. ↑  .   [2024-10-05]. （原始内容存档于2024-12-03）.
130. ↑  Hawes 2008，第4頁.
131. 1 2  Sandbank 1992，第441–443頁.
132. ↑  Financial Times 2009.
133. ↑  Silverman 1986，第129–130頁.
134. ↑  LiteraturHaus 1999.
135. ↑  Singer 1970，第311頁.
136. ↑  Adams 2002，第140–157頁.
137. ↑  Welles Net 1962.
138. ↑  Elsaesser 2004，第117頁.
139. ↑  Opera Today 2010.
140. ↑  Times Literary Supplement 2005.
141. ↑  Writer's Institute 1992.
142. ↑  New York Times 1993.
143. ↑  Dembo 1996，第106頁.
144. ↑  Glass 2001.
145. ↑  Updike 2005.
146. ↑  . 东方早报. 2006年11月1日  [2015-02-07]. （原始内容存档于2015-02-07）.
147. ↑  Ruders 2005.
148. ↑  Milner 2005.
149. ↑  BBC 2012.
150. ↑  HAZE 2012.
151. ↑  Bury 2013.
152. ↑  Rizzulo 2013.
153. ↑  New York Times 2010.
154. ↑  Stach 2005，第2頁.
155. ↑  Murray 2004，第367頁.
156. ↑  Furst 1992，第84頁.
157. ↑  . 中国青年网. 2013-07-01  [2015-02-13]. （原始内容存档于2015-02-13）.

## 脚注
1. ↑  在1882年2月28日，经奥匈帝国皇帝弗朗茨·约瑟夫一世批准，奥地利皇家委员会将位于捷克的布拉格查理大学分为了德語查理-斐迪南大学（Deutsche Karl-Ferdinands-Universität）和捷克語查理-费迪南大学（Česká universita Karlo-Ferdinandova）两部分。[1]
2. ↑  在捷克，有時將其称为弗朗齐歇克·卡夫卡。
3. ↑  指当时（19世纪）参与（捷克）国家复兴运动（České národní obrození）的团体
4. ↑  当时（19世纪）奥地利人的民族主义盛行
5. ↑  即“Bar and Bat Mitzvah”，男孩在13岁，女孩在12岁。其中“Bar”是犹太巴比伦尼亚阿拉米语（英语：Jewish Babylonian Aramaic），意思是男孩子，bat在希伯来语中指女孩子，“mitzvah”则在希伯来语指戒律或法律。那么“Bar Mitzvah”则是指犹太男子的成人礼：律法之子，“Bat mitzvah”即犹太女子成人礼：律法之女。
6. ↑  在1882年2月28日，经奥匈帝国皇帝弗朗茨·约瑟夫一世批准，奥地利皇家委员会将位于捷克的布拉格查理大学分为了德国查理-斐迪南大学（Deutsche Karl-Ferdinands-Universität）和捷克查理-费迪南大学（Česká universita Karlo-Ferdinandova）两部分。[1]
7. ↑  一种说法是6月（Murray）而另一种为7月（布罗德）。[35][36]
8. ↑  原句：""
9. ↑  原句：""
10. ↑  指反对以基督教神学为基础、由教会统治政治和文化生活的学说
11. ↑  原句："Don't forget Kropotkin!"
12. ↑  原句："What have I in common with Jews? I have hardly anything in common with myself and should stand very quietly in a corner, content that I can breathe".